# Sovětský svaz na Letních olympijských hrách 1976
Sovětský svaz na Letních olympijských hrách 1976 v kanadském Montréalu reprezentovala výprava 410 sportovců, z toho 285 mužů a 125 žen ve 22 sportech.

## Medailisté
| Medaile | Jméno | Sport                | Disciplína                                     |
| ------- | --- | -------------------- | ---------------------------------------------- |
| Zlato   | Nikolaj Andrianov | Sportovní gymnastika | Muži prostná                                   |
| Zlato   | Nelli Kimová | Sportovní gymnastika | Ženy prostná                                   |
| Zlato   | Nikolaj Andrianov | Sportovní gymnastika | Muži víceboj – jednotlivci                     |
| Zlato   | Nikolaj Andrianov | Sportovní gymnastika | Muži kruhy                                     |
| Zlato   | Světlana Grozdovová Elvira Saadi Marija Filatovová Olga Korbutová Ljudmila Turiščevová Nelli Kimová | Sportovní gymnastika | Družstvo žen                                   |
| Zlato   | Nikolaj Andrianov | Sportovní gymnastika | Muži přeskok                                   |
| Zlato   | Nelli Kimová | Sportovní gymnastika | Ženy přeskok                                   |
| Zlato   | Viktor Sanějev | Atletika             | Muži trojskok                                  |
| Zlato   | Jurij Sedych | Atletika             | Muži hod kladivem                              |
| Zlato   | Taťjana Kazankinová | Atletika             | Ženy běh na 800 m                              |
| Zlato   | Taťjana Kazankinová | Atletika             | Ženy běh na 1500 m                             |
| Zlato   | Angelė Rupšienė Taťjana Zacharovová Raisa Kurvjakovová Olga Baryševová Taťjana Ovečkinová Naděžda Šuvajevová Uljana Semjonovová Naděžda Zacharovová Nelli Ferjabnikovová Olga Sucharnovová Tamāra Dauniene Natalja Klimovová                                                                 | Basketbal            | Turnaj žen                                     |
| Zlato   | Alexandr Rogov | Kanoistika           | Muži C1 500 m                                  |
| Zlato   | Sergej Petrenko Alexandr Vinogradov | Kanoistika           | Muži C2 500 m                                  |
| Zlato   | Sergej Petrenko Alexandr Vinogradov | Kanoistika           | Muži C2 1000 m                                 |
| Zlato   | Sergej Nagornyj Vladimir Romanovskij | Kanoistika           | Muži K2 1000 m                                 |
| Zlato   | Sergej Čuchraj Alexandr Degťarjov Jurij Filatov Vladimir Morozov | Kanoistika           | Muži K4 1000 m                                 |
| Zlato   | Nina Gopovová Galina Kreftová | Kanoistika           | Ženy K2 500 m                                  |
| Zlato   | Anatolij Čukanov Valerij Čaplygin Vladimir Kaminskij Aavo Pikkuus | Cyklistika           | Družstvo mužů časovka                          |
| Zlato   | Jelena Vajcechovská | Skoky do vody        | Ženy věž 10 m                                  |
| Zlato   | Jelena Bělovová Olga Kňazevová Valentina Sidorovová Najila Giljazovová Valentina Nikonovová | Šerm                 | Družstvo žen fleret                            |
| Zlato   | Viktor Krovopuskov | Šerm                 | Muži šavle                                     |
| Zlato   | Viktor Krovopuskov Eduard Vinokurov Viktor Siďak Vladimir Nazlymov Michail Burcev | Šerm                 | Družstvo mužů šavle                            |
| Zlato   | Alexandr Rezanov Mykola Tomyn Sergej Kušnirjuk Jurij Lagutin Vladimir Maximov Jurij Kiďajev Jurij Klimov Vladimir Kravcov Valerij Gassij Vasilij Iljin Michail Iščenko Alexandr Anpilogov Jevgenij Černyšov Anatolij Feďukin                                                                 | Házená               | Turnaj mužů                                    |
| Zlato   | Natalja Timoškinová Zinaida Turčinová Galina Zacharovová Rafiga Šabanovová Ljudmila Šubinová Ljubov Berežná Ljudmila Pančuková Ljudmila Bobrusová Marija Litošenková Nina Lobovová Aldona Česaitytė-Nenėnienė Taťjana Gluščenková Larisa Karlovová Taťjana Makarecová                        | Házená               | Turnaj žen                                     |
| Zlato   | Sergej Novikov | Judo                 | Muži nad 93 kg                                 |
| Zlato   | Vladimir Něvzorov | Judo                 | Muži do 70 kg                                  |
| Zlato   | Vladimir Ješinov Nikolaj Ivanov Michail Kuzněcov Alexandr Klepikov Alexandr Lukjanov | Veslování            | Muži čtyřka s kormidelníkem                    |
| Zlato   | Alexandr Gazov | Sportovní střelba    | Muži 50 metrů průběžný cíl                     |
| Zlato   | Marina Koševá | Plavání              | Ženy 200 m prsa                                |
| Zlato   | Alexandr Voronin | Vzpírání             | Muži muší váha do 52 kg                        |
| Zlato   | Nikolaj Kolesnikov | Vzpírání             | Muži pérová váha do 60 kg                      |
| Zlato   | Pjotr Korol | Vzpírání             | Muži lehká váha do 67,5 kg                     |
| Zlato   | Valerij Šarij | Vzpírání             | Muži lehkotěžká váha do 82,5 kg                |
| Zlato   | David Rigert | Vzpírání             | Muži polotěžká váha do 90 kg                   |
| Zlato   | Jurij Zajcev | Vzpírání             | Muži těžká váha do 110 kg                      |
| Zlato   | Vasilij Alexejev | Vzpírání             | Muži super těžká váha nad 110 kg               |
| Zlato   | Alexej Šumakov | Zápas                | muži, řecko-římský do 48 kg                    |
| Zlato   | Vitalij Konstantinov | Zápas                | muži, řecko-římský do 52 kg                    |
| Zlato   | Suren Nalbandjan | Zápas                | muži, řecko-římský do 68 kg                    |
| Zlato   | Anatolij Bykov | Zápas                | muži, řecko-římský do 74 kg                    |
| Zlato   | Valerij Rezancev | Zápas                | muži, řecko-římský do 90 kg                    |
| Zlato   | Nikolaj Balbošin | Zápas                | muži, řecko-římský do 100 kg                   |
| Zlato   | Oleksandr Kolčynskyj | Zápas                | muži, řecko-římský nad 100 kg                  |
| Zlato   | Vladimir Jumin | Zápas                | muži, volný styl do 57 kg                      |
| Zlato   | Pavel Pinigin | Zápas                | muži, volný styl do 68 kg                      |
| Zlato   | Levan Tedyjašvili | Zápas                | muži, volný styl do 90 kg                      |
| Zlato   | Ivan Jarygin | Zápas                | muži, volný styl do 100 kg                     |
| Zlato   | Soslan Andijev | Zápas                | muži, volný styl nad 100 kg                    |
| Stříbro | Valentina Kovpanová | Lukostřelba          | Ženy jednotlivci                               |
| Stříbro | Olga Korbutová | Sportovní gymnastika | Ženy kladina                                   |
| Stříbro | Vladimir Marčenko | Sportovní gymnastika | Muži prostná                                   |
| Stříbro | Ljudmila Turiščevová | Sportovní gymnastika | Ženy prostná                                   |
| Stříbro | Nelli Kimová | Sportovní gymnastika | Ženy víceboj – jednotlivci                     |
| Stříbro | Nikolaj Andrianov | Sportovní gymnastika | Muži bradla                                    |
| Stříbro | Alexandr Diťatin | Sportovní gymnastika | Muži kruhy                                     |
| Stříbro | Vladimir Tichonov Gennadij Krysin Vladimir Marčenko Alexandr Diťatin Vladimir Markelov Nikolaj Andrianov | Sportovní gymnastika | Družstvo mužů                                  |
| Stříbro | Ljudmila Turiščevová | Sportovní gymnastika | Ženy přeskok                                   |
| Stříbro | Jevgenij Mironov | Atletika             | Muži vrh koulí                                 |
| Stříbro | Alexej Spiridonov | Atletika             | Muži hod kladivem                              |
| Stříbro | Taťjana Anisimovová | Atletika             | Ženy 100 m překážek                            |
| Stříbro | Naděžda Čižovová | Atletika             | Ženy vrh koulí                                 |
| Stříbro | Rufat Riskijev | Box                  | Muži váha střední do 75 kg                     |
| Stříbro | Vasilij Jurčenko | Kanoistika           | Muži C-1 1000 m                                |
| Stříbro | Taťjana Koršunovová | Kanoistika           | Ženy K-1 500 m                                 |
| Stříbro | Sergej Nagornyj Vladimir Romanovskij | Kanoistika           | Muži K-2 500 m                                 |
| Stříbro | Vladimir Osokin Alexandr Perov Vitalij Petrakov Viktor Sokolov | Cyklistika           | Družstvo mužů stíhací závod                    |
| Stříbro | Alexandr Romaňkov | Šerm                 | Muži fleret                                    |
| Stříbro | Vladimir Nazlymov | Šerm                 | Muži šavle                                     |
| Stříbro | Valerij Dvojnikov | Judo                 | Muži do 80 kg                                  |
| Stříbro | Ramaz Charšiladze | Judo                 | Muži do 93 kg                                  |
| Stříbro | Pavel Ledněv | Moderní pětiboj      | Muži jednotlivci                               |
| Stříbro | Ljubov Talalajevová Naděžda Roščinová Klavdija Koženkovová Jelena Zubková Olga Kolkovová Nelli Tarakanovová Naděžda Rozgonová Olga Guzenková Olga Pugovská | Veslování            | Ženy osmiveslice                               |
| Stříbro | Dmitrij Bechtěrev Jurij Šurkalov Jurij Lorencson | Veslování            | Muži dvojka s kormidelníkem                    |
| Stříbro | Anna Kondračinová Mira Brjuninová Larisa Alexandrovová Galina Jermolajevová Naděžda Černyšovová | Veslování            | Ženy párová čtyřka                             |
| Stříbro | Jevgenij Dulejev Jurij Jakimov Aivar Lazdenieks Vytautas Butkus | Veslování            | Muži párová čtyřka                             |
| Stříbro | Andrej Balašov | Jachting             | Muži třída Finn                                |
| Stříbro | Vladislav Akimenko Valentyn Mankin | Jachting             | Muži třída Tempest                             |
| Stříbro | Alexandr Keďarov | Sportovní střelba    | Muži 50 metrů průběžný cíl                     |
| Stříbro | Andrej Bogdanov Sergej Kopljakov Andrej Krylov Vladimir Raskatov | Plavání              | Muži štafeta 4 × 200 m volný způsob            |
| Stříbro | Ljubov Rusanovová | Plavání              | Ženy 100 m prsa                                |
| Stříbro | Marina Jurčeňová | Plavání              | Ženy 200 m prsa                                |
| Stříbro | Alexandr Jermilov Vjačeslav Zajcev Jurij Starunskij Vladimir Ulanov Anatolij Poliščuk Alexandr Savin Pavel Selivanov Vladimir Kondra Oleg Moliboga Vladimir Černyšov Jefim Čulak Vladimir Dorochov                                                                                           | Volejbal             | Turnaj mužů                                    |
| Stříbro | Zoja Jusovová Inna Ryskalová Ljudmila Ščetininová Nina Smolejevová Lilija Osadčajová Anna Rostovová Ljubov Rudovská Olga Kozakovová Natalja Kušnirová Nina Muradjanová Larisa Bergenová Ljudmila Černyšovová                                                                                 | Volejbal             | Turnaj žen                                     |
| Stříbro | Vartan Militosjan | Vzpírání             | Muži střední váha do 75 kg                     |
| Stříbro | Nelson Davidjan | Zápas                | muži, řecko-římský do 62 kg                    |
| Stříbro | Vladimir Čeboksarov | Zápas                | muži, řecko-římský do 82 kg                    |
| Stříbro | Roman Dmitrijev | Zápas                | muži, volný styl do 48 kg                      |
| Stříbro | Alexandr Ivanov | Zápas                | muži, volný styl do 52 kg                      |
| Stříbro | Viktor Novožilov | Zápas                | muži, volný styl do 82 kg                      |
| Bronz   | Zebiniso Rustamovová | Lukostřelba          | Ženy jednotlivci                               |
| Bronz   | Ljudmila Turiščevová | Sportovní gymnastika | Ženy víceboj – jednotlivci                     |
| Bronz   | Nikolaj Andrianov | Sportovní gymnastika | Muži kůň našíř                                 |
| Bronz   | Valerij Borzov | Atletika             | Muži běh na 100 m                              |
| Bronz   | Jevgenij Gavrilenko | Atletika             | Muži 400 m překážek                            |
| Bronz   | Alexandr Aksinin Valerij Borzov Nikolaj Kolesnikov Juris Silovs | Atletika             | Muži štafeta 4 × 100 m                         |
| Bronz   | Alexandr Baryšnikov | Atletika             | Muži vrh koulí                                 |
| Bronz   | Mykola Avilov | Atletika             | Muži desetiboj                                 |
| Bronz   | Anatolij Bondarčuk | Atletika             | Muži hod kladivem                              |
| Bronz   | Natalja Lebeděvová | Atletika             | Ženy 100 m překážek                            |
| Bronz   | Vera Anisimovová Naděžda Besfamilná Ljudmila Maslakovová Taťjana Proročenková | Atletika             | Ženy štafeta 4 × 100 m                         |
| Bronz   | Ljudmila Aksjonovová Naděžda Iljinová Inta Kļimovičová Natalja Sokolovová | Atletika             | Ženy štafeta 4 × 400 m                         |
| Bronz   | Lidija Alfejevová | Atletika             | Ženy skok daleký                               |
| Bronz   | Alžan Žarmuchamedov Vladimir Žigilij Vladimir Tkačenko Valerij Miloserdov Anatolij Myškin Alexandr Salnikov Ivan Jedeško Michail Korkija Andrej Makejev Vladimir Arzamaskov Alexandr Bělov Sergej Bělov                                                                                      | Basketbal            | Turnaj mužů                                    |
| Bronz   | David Torosjan | Box                  | Muži váha muší do 51 kg                        |
| Bronz   | Viktor Rybakov | Box                  | Muži váha bantamová do 54 kg                   |
| Bronz   | Vasilij Solomin | Box                  | Muži lehká váha do 60 kg                       |
| Bronz   | Viktor Savčenko | Box                  | Muži lehkotěžká váha do 71 kg                  |
| Bronz   | Vladimir Alejnik | Skoky do vody        | Muži věž 10 m                                  |
| Bronz   | Alexandr Kosenkov | Skoky do vody        | Muži prkno 3 m                                 |
| Bronz   | Jelena Bělovová | Šerm                 | Ženy fleret                                    |
| Bronz   | Viktor Siďak | Šerm                 | Muži šavle                                     |
| Bronz   | Vladimir Troškin David Kipiani Volodymyr Veremejev Viktor Zvjahincev Leonid Nazarenko Vladimir Oniščenko Stefan Reško Anatolij Koňkov Viktor Matvijenko Alexandr Minajev Michail Fomenko Vladimir Fjodorov Viktor Kolotov Vladimir Astapovskij Oleg Blochin Alexandr Prochorov Leonid Burjak | Fotbal               | Turnaj mužů                                    |
| Bronz   | Šota Čočišvili | Judo                 | Muži bez rozdílu vah                           |
| Bronz   | Leonora Kaminskaitė Genovaitė Ramoškienė | Veslování            | Ženy dvojskif                                  |
| Bronz   | Raul Arnemann Nikolaj Kuzněcov Valerij Dolinin Anušavan Gasan-Džalalov | Veslování            | Muži čtyřka bez kormidelníka                   |
| Bronz   | Nadežda Sevostjanovová Ljudmila Krochinová Galina Mišeninová Anna Pasochová Lidija Krylovová | Veslování            | Ženy čtyřka s kormidelníkem                    |
| Bronz   | Jelena Antonovová | Veslování            | Ženy skif                                      |
| Bronz   | Gennadij Luščikov | Sportovní střelba    | Muži 50 metrů libovolná malorážka 60 ran vleže |
| Bronz   | Vladimir Raskatov | Plavání              | Muži 400 m volný způsob                        |
| Bronz   | Arvydas Juozaitis | Plavání              | Muži 100 m prsa                                |
| Bronz   | Marina Koševá | Plavání              | Ženy 100 m prsa                                |
| Bronz   | Ljubov Rusanovová | Plavání              | Ženy 200 m prsa                                |
| Bronz   | Andrej Smirnov | Plavání              | Muži 400 m polohový závod                      |
| Bronz   | Farchat Mustafin | Zápas                | muži, řecko-římský do 57 kg                    |